# Мартинівська сільська рада (Карлівський район)
Мартинівська сільська рада — колишній орган місцевого самоврядування у Карлівському районі Полтавської області з центром у с-щі Мартинівка.

## Населені пункти
Сільраді були підпорядковані населені пункти:
- с-ще Мартинівка
- с-ще Вакулиха
- с-ще Красне
- с. Мар'янівка
- с-ще Тишенківка
- с-ще Шевченка